# Жуков Олександр Петрович
Жуков Олександр Петрович (28.05.1957) — заслужений артист України (2009). Керівник оркестру заслуженого академічного Буковинського ансамблю пісні і танцю Чернівецької обласної філармонії.

## Біографія
Народився 28 травня 1957 року в м. Харків. Закінчив Харківський інститут мистецтв (1985).
З 1987 р. працює у Чернівцях: баяніст оркестру заслуженого академічного Буковинського ансамблю пісні і танцю обласної філармонії, згодом — керівник оркестру.
У 1967 р. Указом Президента України йому присвоєно звання «Заслужений артист України».

## Концертна діяльність
Разом з колективом оркестру здійснив бульше 2-х тисяч концертних виступів.
Впродовж 10 років виступав у культурно-мистецьких заходах до Дня Незалежності України у м. Києві.
У 1999, 2001, 2004 роках — учасник творчих звітів майстрів мистецтв та художніх колективів Чернівецької області на сцені Національного Палацу «Україна» у Києві.

## Міжнародна діяльність
Учасник презентацій українського мистецтва в країнах СНД, у Чехії, Румунії, Австрії.
У 1997 році виступав у культурно-мистецькій програмі з нагоди підписання договору між регіонами: Буковина (Україна), — Ботошани (Румунія) — Швабія (Німеччина).